# Punta Loyola
Punta Loyola es un puerto del departamento Güer Aike en la provincia de Santa Cruz, República Argentina.
Se ubica unos 20 km al este de la capital provincial santacruceña -Río Gallegos- y sobre el extremo sur de la ría de Río Gallegos, allí donde entra en contacto con el Mar Argentino.
En Punta Loyola se halla actualmente el inicio  real de la renombrada RN 40, correspondiendo al kilómetro 100 de dicha ruta pues el futuro kilómetro cero de la misma se localizará en Cabo Vírgenes.
A unos 7 km y en la costa norte, la que se encuentra frente a Punta Loyola, se ubica la estancia de Cabo Buen Tiempo y el accidente costero de igual nombre.
En la localidad se encuentra el Muelle Presidente Illia donde se encuentra la Estación Punta Loyola, donde prácticamente confluyen la ruta RN40 y el ferrocarril (tren minero con trocha angosta) que llega desde Yacimiento Río Turbio tras un trayecto de 284 kilómetros. El puerto se caracteriza por no estar expuesto a los problemas de las mareas, operando carga y descarga de barcos carboneros y petroleros. En la localidad existen instalaciones de almacenamiento de petróleo y carbón mineral. En sus proximidades hay también algunos pozos petroleros y se extrae gas natural.
Es muy visitado por los habitantes de Río Gallegos, debido a que en la costa cercana a la localidad se encuentran los restos del barco británico "Marjorie Glen", que se incendió en las cercanías y luego sus restos fueron encallados allí.